# Námestovo
Námestovo es la capital del distrito de Námestovo en la región de Žilina, Eslovaquia, con una población estimada a final del año 2024 de 7355 habitantes.
Se encuentra ubicada al norte de la región, cerca del curso alto del río Váh (cuenca hidrográfica del Danubio), de los montes Tatras y de la frontera con Polonia.

## Demografía
| Año        | 1994 | 2004    | 2014    | 2024    |
| ---------- | ---- | ------- | ------- | ------- |
| Población  | 7839 | 8111    | 7888    | 7355    |
| Diferencia |      | +3,46 % | −2,74 % | −6,75 % |

| Año        | 2023 | 2024    |
| ---------- | ---- | ------- |
| Población  | 7465 | 7355    |
| Diferencia |      | −1,47 % |